# Войцешув
Войцешув (пол. Wojcieszów, нім. Kauffung) — місто в південно-західній Польщі, на річці Качава в західних Судетах.
Належить до Злоторийського повіту Нижньосілезького воєводства.

## Демографія
Демографічна структура станом на 31 березня 2011 року:
|          | Загалом | Допрацездатний вік | Працездатний вік | Постпрацездатний вік |
| -------- | ------- | ------------------ | ---------------- | -------------------- |
| Чоловіки | 1901    | 350                | 1377             | 174                  |
| Жінки    | 2012    | 346                | 1209             | 457                  |
| Разом    | 3913    | 696                | 2586             | 631                  |